# Timia turgida
Timia turgida är en tvåvingeart som beskrevs av Becker 1906. Timia turgida ingår i släktet Timia och familjen fläckflugor. Inga underarter finns listade i Catalogue of Life.